# Emine Bozkurt
Emine Bozkurt (ur. 9 sierpnia 1967 w Zaanstadzie) – holenderska polityk, deputowana do Parlamentu Europejskiego VI i VII kadencji.

## Życiorys
Studiowała w Amsterdamie propedeutykę języka francuskiego i literatury. Magisterium zyskała po ukończeniu studiów z zakresu europeistyki w 1992. Kształciła się także w zakresie public relations.
W latach 90. krótko pracowała w konsulacie generalnym Niemiec, następnie od 1993 do 1997 była kierownikiem w Nederlandse Moslim Omroep (stacji radiowej dla muzułmanów). Później zatrudniona w różnych instytutach, zajmowała się doradztwem. Od 1998 obejmowała stanowiska we władzach Partii Pracy.
W 2004 uzyskała mandat posłanki do Parlamentu Europejskiego z listy PvdA. W PE VI kadencji przystąpiła do grupy socjalistycznej. W wyborach w 2009 skutecznie ubiegała się o reelekcję. Została członkinią frakcji Postępowego Sojuszu Socjalistów i Demokratów, zasiadła w Komisji Wolności Obywatelskich, Sprawiedliwości i Spraw Wewnętrznych oraz Komisji Praw Kobiet i Równouprawnienia.